# Походы императора Юнлэ против монголов
Кампании императора Юнлэ против монголов (1410—1424 годов), также известные как Северные кампании императора Чэнцзу (Мобэй; кит. 明成祖远征漠北之战), или Северные экспедиции Юнлэ (кит. 永乐北伐) — военная кампания династии Мин под руководством императора Юнлэ против монгольской династии Северная Юань. За время своего правления он предпринял несколько агрессивных походов, разгромив Северную Юань, восточных монголов, ойратов и различных других монгольских племен.

## Предыстория
Во время правления императора Хунъу монгольский полководец Нагачу сдался минской армии в 1387 году, а Тогус-Темур из Северного Юаня был разбит минскими войсками под командованием генерала Лань Юя в 1388 году . Многие монгольские племена Маньчжурии сдались династии Мин, которая включила их в состав командований Уриянгхад (известных как «Три командования») для службы в северных приграничных регионах империи. Однако ойратские монголы и восточные монголы оставались враждебными по отношению к Минской империи.
Минский двор направил посла Го Цзи к восточным монголам, потребовав, чтобы они подчинились династии Мин . Однако в 1409 году Олджей Темур-хан, правитель Северного Юаня, казнил минского посла. Напротив, Махмуд из ойратских монголов отправил данную миссию к императорскому двору Мин в 1408 году.
Установив отношения с ойратами, минский двор эффективно использовал их для противодействия восточным монголам. Среди минского двора росла враждебность по отношению к восточным монголам за их отказ принять статус данника и за убийство минского эмиссара. В 1410—1424 годах китайский император Юнлэ провел пять военных кампаний против монголов.

### Первая кампания
Зимой 1409 года минский император Юнлэ готовился к своей военной экспедиции. 25 марта 1410 года он отправился из Пекина в военную экспедицию против восточных монголов . Он привел с собой около 100 000 солдат, хотя в «Истории Мин» приводится маловероятная цифра в 500 000 солдат. Для перевозки они использовали 30 000 тележек . Они отправились соответственно в Сюаньфу, Синхэ и Керулен.
Армии, наступавшие из Синхэ, остановились в Минлуаньшу, потому что император Юнлэ провел большой военный парад перед ойратскими монгольскими посланниками. На северных берегах Керулена он вырезал в скалах: «Восьмой год Юнлэ Гэн Инь (год ганьчжи), четвёртый месяц Дин Ю (месяц ганьчжи), шестнадцатый день Жэнь Цзы [19 мая 1410 г.], Император Великого Мин проходил здесь с шестью армиями во время карательной экспедиции против варваров-разбойников».
Олдзей Тэмур-хан (Буньяшири) хотел бежать от наступающих минских армий, но Аргутай не согласился с ним. Таким образом, два монгольских лидера и их силы разошлись в разных направлениях . Минские войска сначала преследовали Буньяшири. 15 июня 1410 года они уничтожили силы Олдзей Тэмур-хана у реки Онон, но Олдзей Тэмур-хан удалось бежать от армий Мин. После этого минские армия преследовала Аргутая и его монгольские войска. Они нашли и разгромили его войска в Цинлужэне возле реки Таор, но он бежал со своими оставшимися людьми. Император Юнлэ вернулся в Пекин 15 сентября 1410 года.
Аргутай после своего поражения попытался установить хрупкие отношения с династией Мин, потому что боялся военной мощи Минской империи и желал получить китайские товары посредством торговли. Сдавшись в качестве данника Мин, между Аргутаем и двором Мин был установлен союз. В конце 1410 года Аргутай отправил лошадей в качестве дани минскому императорскому двору и получил торговые привилегии. Весной 1412 года ойраты Махаму нашли и убили Олдзей Тэмур-хана во время его бегства от минских войск.

### Вторая кампания
Отношение минского императорского двора к ойратам стало более пренебрежительным и негативным. Император Юнлэ отклонил просьбу вождя ойратов Махмуда (Махаму) о награждении его последователей, сражавшихся против Олдзей Тэмур-хана и Аргутая. Махмуд вскоре возмутился пренебрежением к нему минских властей. Он заключил в тюрьму послов династии Мин, поэтому император Юнлэ послал посланника-евнуха Хай Туна в безуспешной попытке добиться их освобождения.
В 1413 году, чувствуя угрозу, Махмуд Ойратский направил 30-тысячное монгольское войско к реке Керулен против династии Мин. В конце 1413 года Аргутай сообщил двору Мин, что Махмуд с ойратской армией пересек реку Керулен, что, как оказалось, спровоцировало неминуемую войну с Минской империей.
6 апреля 1414 года минский император Юнлэ покинул Пекин, чтобы возглавить военную кампанию против ойратов. Мины продвинулись через Синхэ к Керулену, чтобы встретиться с ойратами в битве в верховьях реки Тулы. Между верховьями рек Тулы и Керулена завязалась битва между минской армией и ойратской армией . Ойратские монголы были разбиты сильным обстрелом минской артиллерии. Они были значительно сокращены и были вынуждены отступить. Ойратский тайша Махаму и Дэлбэг (марионеточный хан) бежали от минских армий . Император Юнлэ вернулся в Пекин в августе 1414 года.
Аргутай якобы отказался от участия в бою, заявив, что он якобы не смог присоединиться к нему из-за болезни. Несмотря на то, что Махаму (Махмуд) искал примирения с Мин, император Юнлэ отнесся к этой мысли с большим подозрением . В любом случае, прежде чем что-либо могло произойти, Аргутай напал и убил Махмуда и Дэлбэга в 1416 году.

### Третья кампания
Аргутай надеялся получить награду от минского двора за свои услуги против ойратов. Однако минское правительство присвоило Аргутаю и его матери только титулы, но не предоставил ему коммерческих привилегий, которых он хотел. Аргутай становился все более враждебным и начал нападать на караваны на северных торговых путях династии Мин. К 1421 году он прекратил отправлять дань Минской империи. В 1422 году он атаковал и захватил пограничную крепость Синхэ. Это побудит минского императора Юнлэ начать третью военную кампанию.
Многие высокопоставленные чиновники выступали против экспедиции и убеждали императора не начинать её, поскольку считали, что она требует слишком больших расходов для казны империи, но император отклонил советы своих чиновников. В конце концов, в результате их противодействия, военный министр Фан Бинь покончил жизнь самоубийством, а министр доходов Ся Юаньцзи и министр труда У Чжун были заключены в тюрьму.
12 апреля 1422 года император Юнлэ и его армия покинули Пекин в направлении Кулуня. По данным Россаби (1998), минская армия предположительно насчитывала 235 000 солдат . По данным Пердью (2005), у них было 235 146 человек, 340 000 ослов, 117 573 телеги и 370 000 данов зерна. Император Юнлэ повел свои войска к Долону, где располагался лагерь Аргутая. Сила в 20 000 солдат была выделена и отправлена к командованиям Урянхая, которые отошли под контроль Аргутая, и отбила их в июле .
Численное превосходство минских армий вселил страх в Аргутая, который избежал боя, убежав далеко в степь. Армии Мин ответили разрушением и разграблением его лагерей. Разочаровывающая и неутешительная ситуация заставила императора Юнлэ переключить свое внимание на беспощадное нападение и грабежи трех урянхайских монгольских племен, которые не были вовлечены в военные действия Аргутая. Грабежи и нападения на монголов, оказавшихся на пути минских армий, будут повторяться в последующих кампаниях. Минские армии вернулись в Пекин 23 сентября.

### Четвёртая кампания
В 1423 году минский император Юнлэ нанес упреждающий удар по монгольским войскам Аргутая. Покидая Пекин в августе, минские армии прошли через Синхэ и Ваньцюань. Однако Аргутай снова отступил и бежал от наступающей армии Мин. Эсен Тюгель, восточно-монгольский полководец, сдался Минам. Минские войска вернулись в Пекин в декабре 1423 года.

### Пятая кампания
Аргутай продолжал совершать набеги на северные минские районы в Кайпине и Датуне. В 1424 году император Юнлэ в ответ начал свою пятую кампанию . Он собрал свои армии в Пекине и Сюаньфу. В начале апреля он отправился из Пекина навстречу силам Аргутая. Они прошли через Туму и на север к Кайпину. Аргутай вновь избежал боя, сбежав от минской армии. Некоторые из командиров династии Мин хотели преследовать монгольские силы Аргутая, но император Юнлэ почувствовал, что он перенапрягся, и отвел свои армии назад. 12 августа 1424 года император Юнлэ скончался после возвращения из военной экспедиции в Китай.